# Niesułowice (Basse-Silésie)
Pour l’article homonyme, voir Niesułowice (Petite-Pologne).
Niesułowice est un village polonais situé dans le voïvodie de basse-silésie, et plus précisément dans la commune de Milicz, composant la région administrative de Milicz.